# 주라브 다투나슈빌리
주라브 다투나슈빌리(조지아어: ზურაბ დათუნაშვილი, 세르비아어: Зураб Датунашвили, Zurab Datunašvili, 1991년 6월 18일~)는 조지아 출신 세르비아의 레슬링 선수이다. 2020년 하계 올림픽 그레코로만형 미들급에서 동메달을 획득했으며, 세계 선수권 대회에서 우승 2회, 유럽 선수권 대회에서 우승 3회를 차지했다. 